# 新嘉喜由芽
新嘉喜 由芽（あらかき ゆめ、2002年6月24日 - ）は、日本の元女優、元子役。神奈川県出身。
GMBプロダクションに所属していた。元NICE GIRL プロジェクト!研修生。
身長156cm。特技はバレエ。

## 出演作品

### テレビドラマ
- コールドケース 〜真実の扉〜 第7話（2016年12月3日、WOWOW） - 岸辺詩子（中学生時代）
- 相棒 Season16 第11話（2018年1月10日、テレビ朝日） - 成澤良子（高校生時代）
- ゆうべはお楽しみでしたね 第3話（2019年1月21日、MBS） - 女子高生
- カカフカカ-こじらせ大人のシェアハウス-（2019年、MBS） - 美咲
- 暴太郎戦隊ドンブラザーズ ドン7話（2022年4月17日、テレビ朝日） - 女子生徒

### テレビ番組
- ミズトアブラハイム（2012年、TBS）
- ハイスクールQ 〜ニュースを学ぶクイズ〜（2018年 - 、BSテレ東）
- ワイドナショー（2021年、フジテレビ） - ワイドナティーン

### 配信ドラマ
- あの子が生まれる… 第7話（2020年8月29日、FOD） - 女子高生

### 映画
- 女郎蜘蛛（2018年） - 知波
- 町田くんの世界（2019年6月7日、ワーナー・ブラザーズ映画） - クラスメイト

### 舞台
- ALICE〜不思議の国の物語〜（2014年） - 主演
- 嵐が丘（2015年） - キャサリン
- 長くつ下のピッピ（2015年） - 主演：ピッピ
- 神様と過ごした10日間2015（2015年） - 主演：サミカ
- 真夏の夜の夢（2016年） - パック
- ため生き2018（2018年）
- 清らかな水のように（2019年）
- ゲートシティーの恋（2020年）
- 時空警察SIG-RAIDER 〜彷徨（エトランジェ）〜（2021年）
- レ・ミゼラブル（2021年） - ミレーヌ
- 九識のスプリント〜いざ、駆ける瞬間〜（2021年） - 岡村聖子
- LADYBIRD,LADYBIRD

### CM
- タカラトミー プリパラ（2015年）
  - サイリウムチャーム
  - ミラクルパクト
  - ミルコレメーカーマイデザインコレクション
- 電気事業連合会（2017年）
- キッコーマン グラフィック（2018年）

### WEBドラマ
- IPA 独立行政法人（2019年）

### 広告
- PIZZA-LA（2011年）

### 雑誌
- ぷっちぐみ（2002年 - 2003年、小学館）

### CD
- apricot「明日へジャンプ!」（2013年） - 映画『キタキツネ物語2013』挿入歌 ※メインボーカル